# 中山グランドジャンプ
中山グランドジャンプ（なかやまグランドジャンプ）は、日本中央競馬会（JRA）が中山競馬場で施行する中央競馬の重賞競走（J・GI）である。競馬番組表での名称は「農林水産省賞典 中山グランドジャンプ (のうりんすいさんしょうしょうてん なかやまグランドジャンプ)」と表記される。略称は「中山GJ」。
正賞は農林水産大臣賞、日本馬主協会連合会会長賞。

## 概要

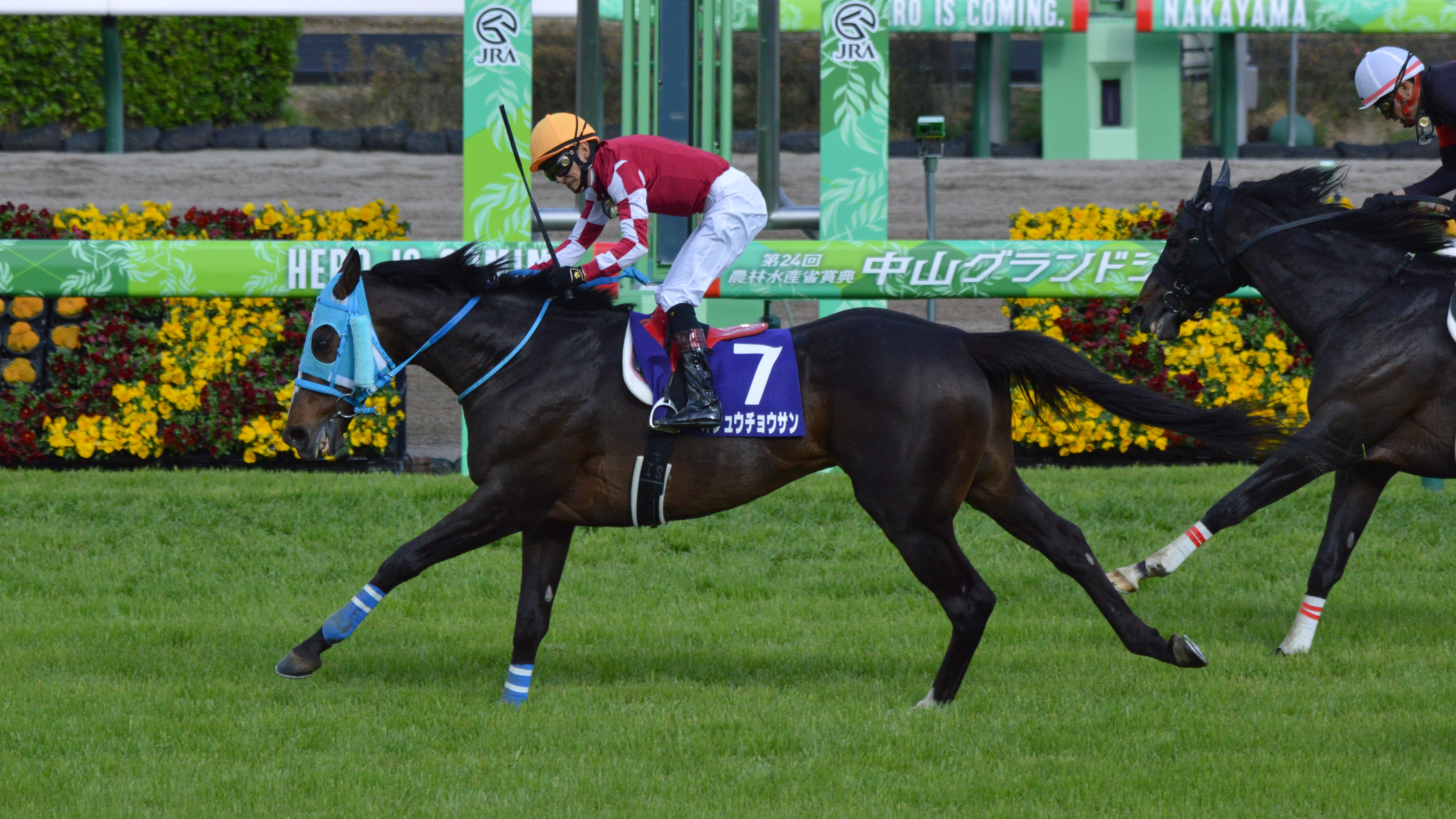
第24回中山グランドジャンプ
優勝馬：オジュウチョウサン
鞍上：石神深一

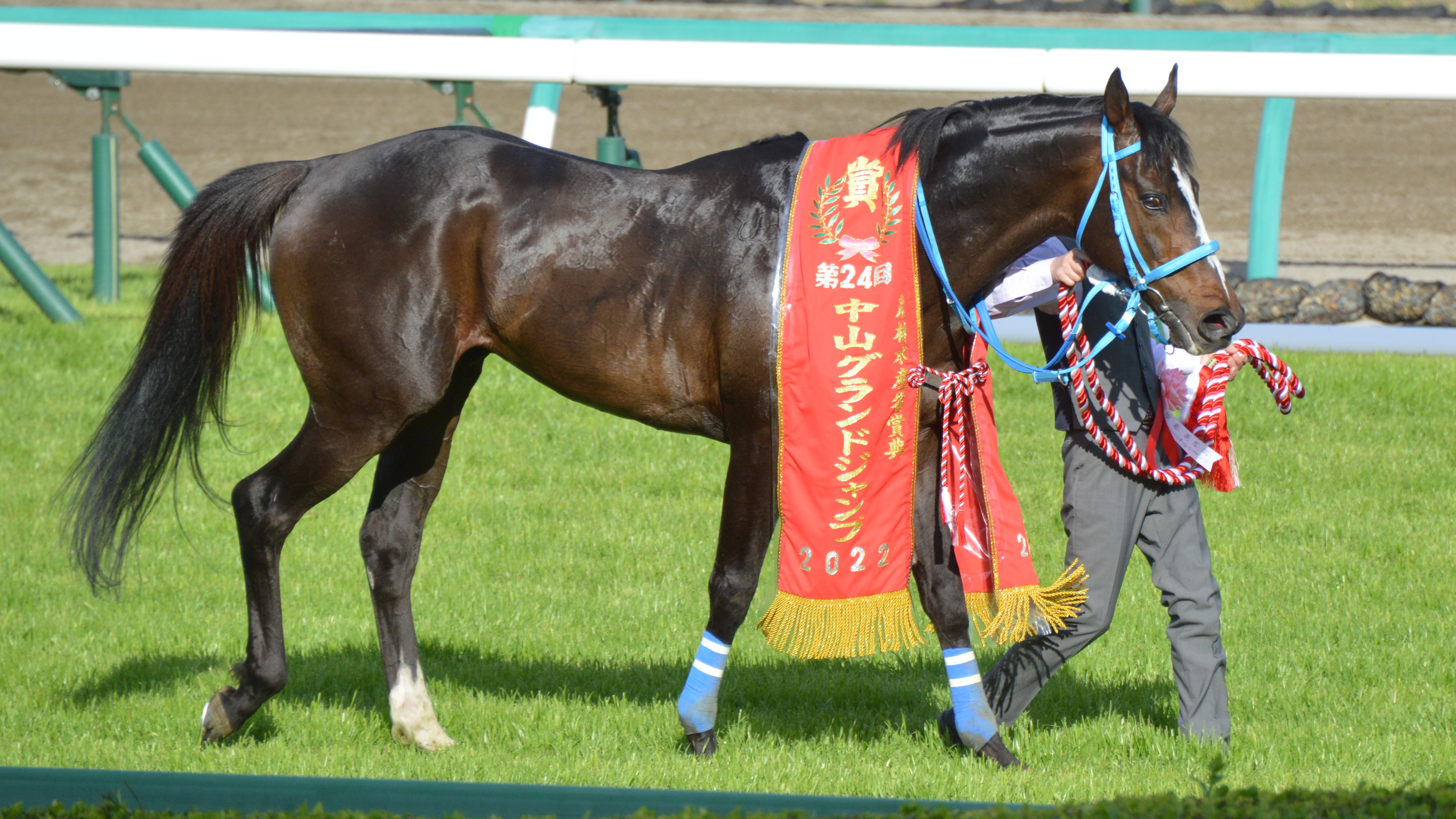
中山グランドジャンプの優勝レイ (2022年)

当時の中山競馬倶楽部理事長であった肥田金一郎が、東京優駿 (日本ダービー)に匹敵する中山競馬場の名物レースを開催する目的で1934年12月に「大障害特別」を創設、これが本競走の前身である。第2回から春・秋の年2回施行となった。
その後、度重なる名称変更を経て1948年秋より「中山大障害」の名称で定着していたが、1999年に障害競走改革の一環としてグレード制が導入された際、中山大障害 (春)がリニューアルされ現名称となり、あわせて最高峰のJ・GIに格付けされた。第1回の距離は中山大障害と同じ芝4100mだったが、第3回より芝4250mに変更された。なお第13回と第27回は芝4260mで施行されている。
2000年から2010年までは国際招待競走であったが、2011年より国際競走へ変更され、JRAによる招待および費用の負担は廃止された。
2025年現在、障害重賞競走では唯一第11競走（メインレース）で施行される競走となっている。

### 競走条件
以下の内容は、2024年現在のもの。
出走資格：サラ系障害4歳以上 (出走可能頭数：最大16頭)
- JRA所属馬
- 外国調教馬 (優先出走)

負担重量：定量 (4歳62kg、5歳以上63kg、牝馬2kg減)
- 第1回は4歳61kg・5歳以上62kg・牝馬2kg減、第2回は4歳62kg・5歳以上63kg・牝馬2kg減、第3回〜第12回は4歳61.5kg・5歳以上63.5kg・牝馬2kg減、第13回は3歳61.5kg・4歳以上63.5kg・牝馬2kg減だった[16][17]。

外国馬を除く出馬投票を行った馬から「通算の収得賞金」+「過去1年の収得賞金」+「過去2年のJ・GI競走の収得賞金」の大きい順に出走馬を決定する。

### 賞金
2025年の1着賞金は7000万円で、以下2着2800万円、3着1800万円、4着1100万円、5着700万円。

### コース
中山競馬場の障害コース・襷コース（大障害コース）を周回し、直線は芝コースを使用。全体の距離は4260m（Cコースの場合。2011年及び2025年〜）。
第3コーナー付近からスタートし、まず順回りで4分の3周(この間に4回の飛越と1回の昇り降りがある)。向正面から年に2回しか使われない大障害コースに入り、大竹柵を飛越して逆回りに変わる。第4コーナーから第3コーナーを通って(1回ずつの飛越と昇り降りがある)再び大障害コースに入り、大生垣を飛越。再び順回りに戻る。ここまでは中山大障害と同じコースであるが、第2コーナーを過ぎた向正面から中山大障害と異なり芝外回りコースに進入し、第3コーナーにかけての2つと最後の直線に1つ設けられた障害を飛越してゴールする。

#### 大障害

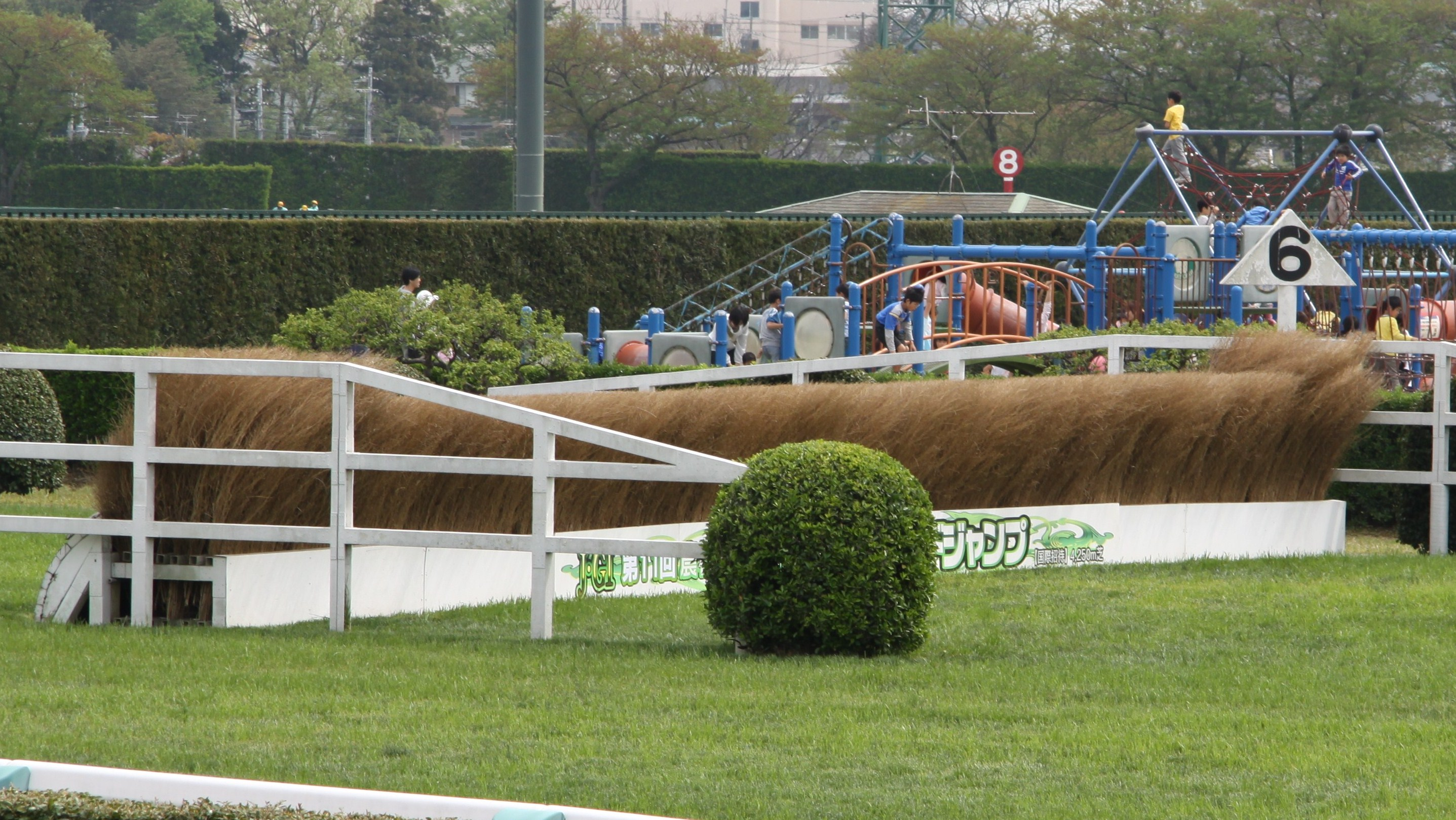
大竹柵

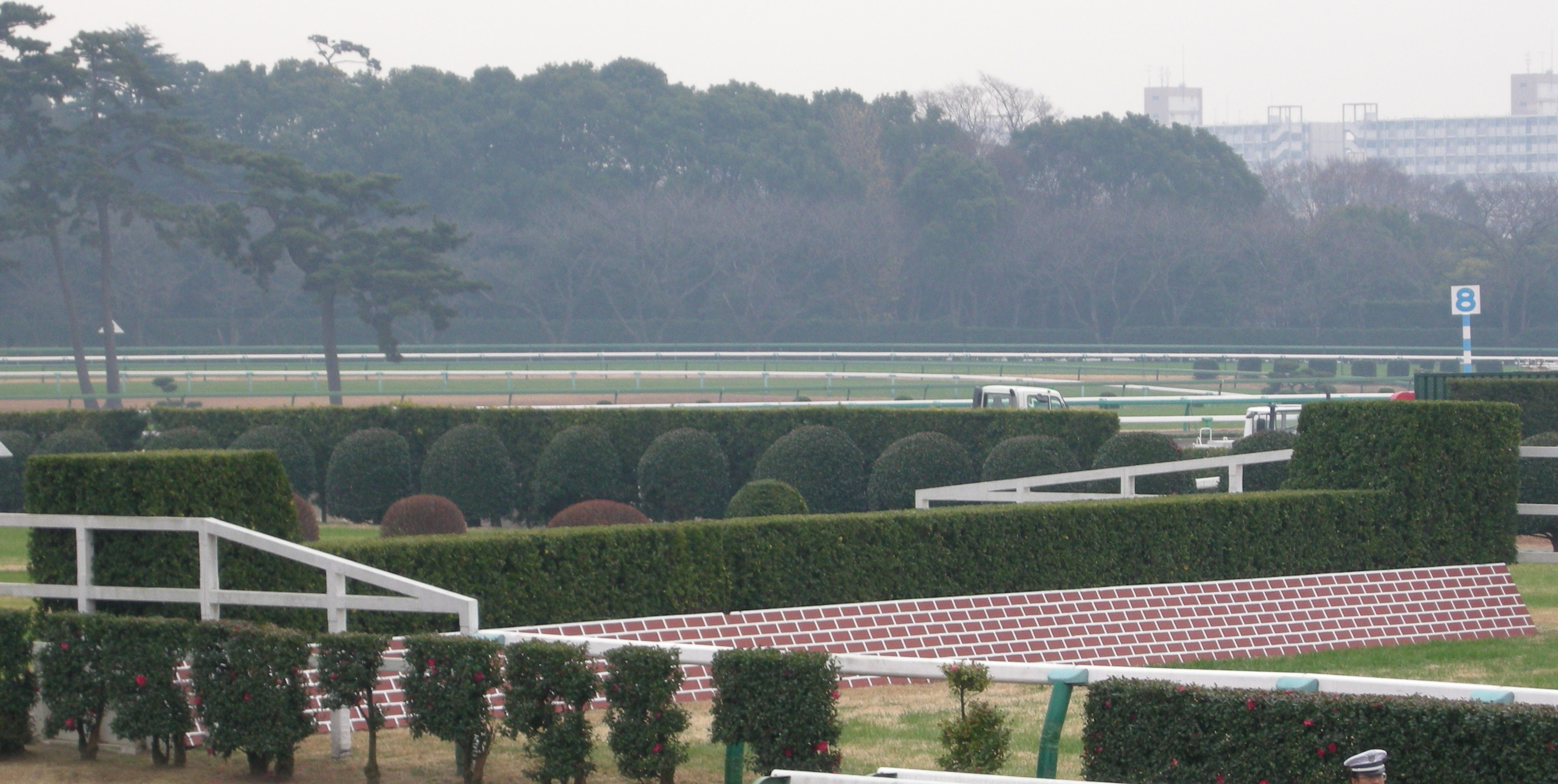
大生垣

中山競馬場の襷コースは「大障害コース」とも呼ばれ、大竹柵と大生垣の障害が設けられている。大障害コースは本競走と中山大障害の時のみ使用され、他の障害に比べ幅・高さともに大きい。

##### 大竹柵
スタートから5番目に飛越する障害。高さ160cm・幅205cm・竹柵部分の高さ140cm。

##### 大生垣
スタートから7番目に飛越する障害。高さ160cm・幅240cm・生垣の高さ140cm。前面土塁部分に赤レンガのデザインが施されている。

## 歴史
- 1999年 - 5歳以上の馬による障害の重賞 (J・GI)として創設[5]。
- 2000年 - 国際招待競走となり、外国調教馬が8頭まで出走可能となる[5]。
- 2001年
  - 馬齢表記を国際基準へ変更したことに伴い、出走条件を「4歳以上」に変更。
  - 施行距離を障害芝4250mに変更[5]。
- 2011年
  - 出走条件を国際競走に変更[5]。
  - 東日本大震災の影響により7月に延期される。
  - この年のみ、出走条件を「3歳以上」とする。
  - 芝Cコースでの開催となったため、障害芝4260mで施行。
- 2020年 - 新型コロナウイルス感染症（COVID-19）の流行により、「無観客競馬」として実施[20]。
- 2025年 - 芝Cコースでの開催となり、障害芝4260mで施行。

## 歴代優勝馬
優勝馬の馬齢は、2000年以前も現行表記に揃えている。
距離のコース種別は、最後の直線コースを走行する際の馬場で記述する。競馬場は全て中山、距離は第1回から第2回までが芝4100m、第3回から第12回及び第14回から第26回まで4250m、第13回及び第27回は4260mで行われている。
| 回数            | 施行日        | 優勝馬                       | 性齢                         | 所属                         | タイム                       | 優勝騎手                     | 管理調教師                   | 馬主                                 | 単勝オッズ                   | 単勝人気                     | 1着本賞金                    |
| --------------- | ------------- | ---------------------------- | ---------------------------- | ---------------------------- | ---------------------------- | ---------------------------- | ---------------------------- | ------------------------------------ | ---------------------------- | ---------------------------- | ---------------------------- |
| 第1回           | 1999年4月11日 | メジロファラオ               | 牡6                          | JRA                          | 4:56.2                       | 大江原隆                     | 大久保洋吉                   | メジロ商事（株）                     | 14.9                         | 6                            | 8000万円                     |
| 第2回           | 2000年4月15日 | ゴーカイ                     | 牡7                          | JRA                          | 4:43.1                       | 横山義行                     | 郷原洋行                     | 吉橋計                               | 2.9                          | 1                            | 8000万円                     |
| 第3回           | 2001年4月14日 | ゴーカイ                     | 牡8                          | JRA                          | 4:52.3                       | 横山義行                     | 郷原洋行                     | 吉橋計                               | 5.0                          | 2                            | 8000万円                     |
| 第4回           | 2002年4月13日 | セントスティーヴン           | 騸8                          | AUS                          | 4:50.9                       | C.ソーントン                 | J.ウィーラー                 | J.ウィーラー                         | 12.1                         | 5                            | 8000万円                     |
| 第5回           | 2003年4月19日 | ビッグテースト               | 牡5                          | JRA                          | 4:48.9                       | 常石勝義                     | 中尾正                       | （有）ビッグ                         | 13.2                         | 4                            | 8000万円                     |
| 第6回           | 2004年4月17日 | ブランディス                 | 騸7                          | JRA                          | 4:47.0                       | 大江原隆                     | 藤原辰雄                     | （有）サンデーレーシング             | 2.9                          | 2                            | 8000万円                     |
| 第7回           | 2005年4月16日 | カラジ                       | 騸10                         | AUS                          | 4:50.4                       | B.スコット                   | E.マスグローヴ               | P.モーガン                           | 3.4                          | 1                            | 8000万円                     |
| 第8回           | 2006年4月15日 | カラジ                       | 騸11                         | AUS                          | 4:50.8                       | B.スコット                   | E.マスグローヴ               | P.モーガン                           | 3.2                          | 2                            | 8000万円                     |
| 第9回           | 2007年4月14日 | カラジ                       | 騸12                         | AUS                          | 4:50.4                       | B.スコット                   | E.マスグローヴ               | P.モーガン                           | 2.2                          | 1                            | 8000万円                     |
| 第10回          | 2008年4月19日 | マルカラスカル               | 牡6                          | JRA                          | 4:57.7                       | 西谷誠                       | 増本豊                       | 河長産業（株）                       | 5.1                          | 3                            | 8000万円                     |
| 第11回          | 2009年4月18日 | スプリングゲント             | 牡9                          | JRA                          | 4:49.1                       | 白浜雄造                     | 野村彰彦                     | 加藤春夫                             | 3.2                          | 2                            | 8000万円                     |
| 第12回          | 2010年4月17日 | メルシーモンサン             | 牡5                          | JRA                          | 5:03.5                       | 高野容輔                     | 武宏平                       | 永井康郎                             | 38.4                         | 8                            | 7500万円                     |
| 第13回 （中止） | 2011年4月16日 | 東日本大震災の影響により中止 | 東日本大震災の影響により中止 | 東日本大震災の影響により中止 | 東日本大震災の影響により中止 | 東日本大震災の影響により中止 | 東日本大震災の影響により中止 | 東日本大震災の影響により中止         | 東日本大震災の影響により中止 | 東日本大震災の影響により中止 | 東日本大震災の影響により中止 |
| 第13回 （代替） | 2011年7月2日  | マイネルネオス               | 牡8                          | JRA                          | 4:51.6                       | 柴田大知                     | 稲葉隆一                     | （株）サラブレッドクラブ・ラフィアン | 4.4                          | 2                            | 7000万円                     |
| 第14回          | 2012年4月14日 | マジェスティバイオ           | 牡5                          | JRA                          | 5:02.9                       | 柴田大知                     | 田中剛                       | バイオ（株）                         | 1.5                          | 1                            | 6500万円                     |
| 第15回          | 2013年4月13日 | ブラックステアマウンテン     | 騸8                          | IRE                          | 4:50.5                       | R.ウォルシュ                 | W.マリンズ                   | S.リッチー                           | 26.4                         | 8                            | 6500万円                     |
| 第16回          | 2014年4月19日 | アポロマーベリック           | 牡5                          | JRA                          | 4:50.7                       | 五十嵐雄祐                   | 堀井雅広                     | アポロサラブレッドクラブ             | 1.4                          | 1                            | 6500万円                     |
| 第17回          | 2015年4月18日 | アップトゥデイト             | 牡5                          | JRA                          | 4:46.6                       | 林満明                       | 佐々木晶三                   | 今西和雄                             | 12.0                         | 4                            | 6500万円                     |
| 第18回          | 2016年4月16日 | オジュウチョウサン           | 牡5                          | JRA                          | 4:49.4                       | 石神深一                     | 和田正一郎                   | （株）チョウサン                     | 6.5                          | 2                            | 6600万円                     |
| 第19回          | 2017年4月15日 | オジュウチョウサン           | 牡6                          | JRA                          | 4:50.8                       | 石神深一                     | 和田正一郎                   | （株）チョウサン                     | 1.3                          | 1                            | 6600万円                     |
| 第20回          | 2018年4月14日 | オジュウチョウサン           | 牡7                          | JRA                          | R4:43.0                      | 石神深一                     | 和田正一郎                   | （株）チョウサン                     | 1.5                          | 1                            | 6600万円                     |
| 第21回          | 2019年4月13日 | オジュウチョウサン           | 牡8                          | JRA                          | 4:47.6                       | 石神深一                     | 和田正一郎                   | （株）チョウサン                     | 1.1                          | 1                            | 6600万円                     |
| 第22回          | 2020年4月18日 | オジュウチョウサン           | 牡9                          | JRA                          | 5:02.9                       | 石神深一                     | 和田正一郎                   | （株）チョウサン                     | 1.1                          | 1                            | 6600万円                     |
| 第23回          | 2021年4月17日 | メイショウダッサイ           | 牡8                          | JRA                          | 4:50.1                       | 森一馬                       | 飯田祐史                     | 松本好雄                             | 1.8                          | 1                            | 6600万円                     |
| 第24回          | 2022年4月16日 | オジュウチョウサン           | 牡11                         | JRA                          | 4:52.3                       | 石神深一                     | 和田正一郎                   | （株）チョウサン                     | 2.1                          | 1                            | 6600万円                     |
| 第25回          | 2023年4月15日 | イロゴトシ                   | 牡6                          | JRA                          | 4:54.1                       | 黒岩悠                       | 牧田和弥                     | 内田玄祥                             | 17.1                         | 6                            | 6600万円                     |
| 第26回          | 2024年4月13日 | イロゴトシ                   | 牡7                          | JRA                          | 4:47.2                       | 黒岩悠                       | 牧田和弥                     | 内田玄祥                             | 12.2                         | 2                            | 6600万円                     |
| 第27回          | 2025年4月19日 | エコロデュエル               | 牡6                          | JRA                          | 4:50.5                       | 草野太郎                     | 岩戸孝樹                     | 原村正紀                             | 6.2                          | 5                            | 7000万円                     |

## 中山グランドジャンプの記録
- レースレコード - 4分43秒0（2018年・オジュウチョウサン）
  - 芝4260mでのレコード - 4分50秒5（2025年・エコロデュエル）
  - 優勝タイム最遅記録 - 5分3秒5（2010年・メルシーモンサン）
- 最年長優勝馬 - 12歳（2007年・カラジ）
- 最多優勝馬 - 6回（2016〜2020年、2022年・オジュウチョウサン）
- 最多優勝騎手 - 6回（2016〜2020年、2022年・石神深一）
- 最多優勝調教師 - 6回（2016〜2020年、2022年・和田正一郎）
- 最多優勝種牡馬 - 7回（2011年、2016〜2020年、2022年・ステイゴールド）